# Glenea cancellata
Glenea cancellata là một loài bọ cánh cứng trong họ Cerambycidae.